# وانغ شنغ
وانغ شنغ (بالصينية: 王圣) هو لاعب كرة قدم صيني في مركز الدفاع، ولد في 1 أغسطس 1981 في تشينغداو في الصين. شارك مع منتخب الصين لكرة القدم. أما مع النوادي، فقد لعب مع نادي تشونغتشينغ ونادي داليان شيده.

## وصلات خارجية
- وانغ شنغ على موقع الاتحاد الدولي (مؤرشف)  (الإنجليزية)
- وانغ شنغ على موقع قاعدة بيانات كرة القدم.إي يو (الإنجليزية)
- وانغ شنغ على موقع ناشيونال فوتبول تيمز (الإنجليزية)